# Куносозеро
Куносозеро — озеро на территории Пяльмского сельского поселения Пудожского района Республики Карелии.
Площадь озера — 1,2 км². Располагается на высоте 156,3 метров над уровнем моря.
Форма озера продолговатая: вытянуто с северо-востока на юго-запад. Берега каменисто-песчаные, местами заболоченные.
Через озеро протекает река Кунокса, впадающая в реку Выг.
У северо-восточной оконечности озера расположена нежилая деревня Куносозеро, через которую проходит просёлочная дорога, ответвляющаяся от дороги местного значения 86К-137 («Подъезд к п. Сергиево»).
Код объекта в государственном водном реестре — 02020001211102000006811.